# Victor Anjou
Karl Victor Anjou, född 12 april 1889 i Stockholm, död 28 oktober 1950 i Helsingborg, var en svensk trädgårdsarkitekt. Han var far till Eric Anjou.
Anjou, som var son till gjutaren August Victor Anjou och Henrietta Löfgren, var elev vid Hofsta säteri i Södermanland 1905, vid Hovra herrgård 1905–1906, vid Isaksdals trädskola i Nyköping 1906–1907, vid Ulriksdals slott 1907–1908, vid Zeiner Larsens plantskola i Helsingör 1908–1909, vid Larssens trädgårdsanläggningsfirma i Köpenhamn 1909, vid Herman Raues Baumschule i Dresden 1909–1910, vid Brucks & Beinroth trädgårdsanläggningsfirma vid Berlin 1910–1911, genomgick Beders trädgårdsskola i Danmark 1913–1914. Han var anställd vid Stensborgs trädskola i Västerås 1911–1913, hos trädgårdsarkitekt Erik Erstad-Jørgensen i Köpenhamn 1914–1919, assistent vid Helsingborgs stads planteringar 1919 och stadsträdgårdsmästare i Helsingborgs stad från 1938.
Anjou var vice ordförande i föreningen Svenska trädgårdsarkitekter från 1942, ledamot av styrelsen för Helsingborgs djurskyddsförening, ledamot av Helsingborgs botaniska förening och av kyrkogårdsnämnden. Han erhöll första pris vid Skånska trädgårdsföreningens tävlan om bland annat villa- och lantbruksträdgårdar (1930) och första pris vid tävlan om parkanläggning i Örebro (1933).